# Livinhac-le-Haut
Livinhac-le-Haut – miejscowość i gmina we Francji, w regionie Oksytania, w departamencie Aveyron. W 2013 roku populacja gminy wynosiła 1230 mieszkańców. Przez teren gminy przepływa rzeka Lot. 

## Zabytki
Zabytki w miejscowości posiadające status monument historique:
- dom w osadzie La Roque-Bouillac (fr. Maisons de la Roque-Bouillac)